# سم بوتولینوم
سم بوتولینوم (به انگلیسی: Botulinum toxin) که با نام تجاری بوتاکس (Botox)  و دیسپورت شناخته می‌شود از سم باکتری کلوستریدیوم بوتولینوم تهیه و برای فلج موقت عضلات مورد استفاده قرار می‌گیرد. هفت نوع اصلی سم بوتولینوم، A تا G (A، B, C1، C2، D, E، F و G) وجود دارد؛ اما گهگاه انواع جدیدی از آن نیز یافت می‌شود. انواع A و B قادر به ایجاد بیماری در انسان بوده و از نظر تجاری و پزشکی برای درمان اسپاسم‌های عضلانی مورد استفاده قرار می‌گیرند. انواع E و F نیز می‌توانند در انسان بیماری ایجاد کنند، در حالی که انواع دیگر باعث بیماری در سایر حیوانات می‌شوند.
سموم بوتولینوم از قوی‌ترین سموم شناخته شده هستند. مسمومیت می‌تواند به‌طور طبیعی در نتیجه زخم یا عفونت روده یا با مصرف سم تشکیل شده در غذا رخ دهد. دوز کشنده تخمین زده شده برای انسان از سم نوع A به اندازه ۱٫۳ الی ۲٫۱ نانوگرم بر کیلوگرم به صورت تزریق وریدی یا عضلانی، ۱۰ تا ۱۳ نانوگرم بر کیلوگرم هنگام استنشاق و ۱۰۰۰ نانوگرم بر کیلوگرم در صورت مصرف خوراکی است.

## بیماری بوتولیسم
بوتولیسم یک بیماری فلج‌کننده جدی و نادر است که به وسیله سم حاصل از باکتری کلستریدیوم بوتولینوم ایجاد می‌شود. سه نوع عمده بوتولیسم عبارتند از: بوتولیسم غذایی که با خوردن غذاهای حاوی سم ایجاد می‌شود. بوتولیسم زخم که حاصل عفونی شدن زخم با باکتری کلستریدیوم بوتولینم است. بوتولیسم نوزادان که با مصرف ذرات حاوی باکتری ایجاد می‌شود. ۷ نوع زهر رابه بوتولیسم شناخته شده‌اند که با حروف A تا G نشان داده می‌شوند. تنها انواع A, B، E, F در انسان سبب بیماری می‌شوند.

## کاربردها
در کاربردهای آرایشی، سم بوتولینوم برای کاهش چین و چروک‌های صورت، به ویژه در یک سوم بالایی صورت، نسبتاً ایمن و مؤثر در نظر گرفته می‌شود؛ مانند چین و چروک‌های ناشی از اخم کردن که در بین ابروها یا روی پیشانی ایجاد می‌شوند و چروک‌های اطراف چشم و دهان که در موقع خندیدن ظاهر می‌شوند. بوتاکس در برخی موارد برای کاهش میزان تعریق در کف دست‌ها یا زیر بغل نیز استفاده می‌شود. بوتاکس در درمان لوچی، بلفارواسپاسم، میگرن مزمن و دیستونی نیز کاربرد دارد. محل تزریق بوتاکس برای درمان میگرن در نواحی مختلف پوست سر می‌باشد و معمولاً بر اساس منطقه‌ای از سر که بیشترین احساس درد را دارد انجام می‌شود. این در حالی است که در تزریق بوتاکس به منظور زیبایی نواحی پیشانی و اطراف چشم مورد تزریق قرار می‌گیرند. کلفتی پوست، میزان آفتاب‌سوختگی آن و عمق چین و چروک‌ها از مواردی هستند که باید قبل از تزریق بوتاکس مورد توجه قرار بگیرند.
به شکل کلی، کاربردهای درمانی بوتاکس شامل موارد زیر است:
- تسکین میگرن: بوتاکس تاییدیه FDA را برای درمان میگرن مزمن دریافت کرده است. تزریق بوتاکس به عنوان یک سری تزریق در اطراف سر و گردن برای کاهش دفعات و شدت سردرد تجویز می شود.

- کنترل هیپرهیدروزیس: بوتاکس یک راه حل مؤثر برای مدیریت هیپرهیدروزیس است، وضعیتی که با تعریق بیش از حد مشخص می شود. هنگامی که به غدد عرق تزریق می شود، می تواند تا شش ماه تسکین دهد.

- کاهش اسپاسم عضلانی: بوتاکس برای درمان اسپاسم های عضلانی مختلف مانند دیستونی گردنی (انقباضات غیرارادی عضلات گردن)، بلفارواسپاسم (پلک زدن کنترل نشده چشم) و اسپاسم در شرایطی مانند فلج مغزی استفاده می شود.

- شرایط عصبی: بوتاکس همچنین می تواند به مدیریت علائم برخی بیماری های عصبی مانند اسپاستیسیتی در بیماران مبتلا به مولتیپل اسکلروزیس و حتی برخی از اشکال فلج مغزی کمک کند.

کاربردهای درمانی بوتاکس همچنان در حال گسترش است و تطبیق پذیری آن را فراتر از نقش شناخته شده آن در روش های زیبایی نشان می دهد.

## نواحی تزریق بوتاکس برای زیبایی
بوتاکس می‌تواند در نواحی مختلف صورت و بدن تزریق شود، از جمله:
- پیشانی: برای کاهش چین و چروک‌های افقی
- بین دو ابرو: برای کاهش چین و چروک‌های عمودی بین ابروها
- گوشه‌های چشم: برای کاهش خطوط و چروک‌های ریز
- بالای بینی: برای کاهش چین و چروک‌های عرضی کوچک
- دور دهان: برای کاهش چین و چروک‌های دور دهان

## مکانیسم اثر
بوتاکس پس از تزریق، جذب عضله می‌شود و در انتهای اعصابی که فرمان انقباض را به عضلات می‌رسانند مستقر می‌شود. در این محل بوتاکس از آزاد شدن یک واسطه شیمیایی به نام استیل کولین- که مسئول انقباض عضلانی است- جلوگیری می‌کند، در نتیجه دستور انقباض به عضله نمی‌رسد و در حقیقت نوعی فلج عضلانی موقت ایجاد می‌شود که ۳ تا ۶ ماه طول می‌کشد.
توکسین بوتولیسم از ۲ زیر واحد تشکیل شده‌است. زیر واحد کوچکتر با اثر بر پروتئین‌های SNARE که در اگزوسیتوز نقش دارند مانع از آزاد سازی استیل کولین می‌شوند.

## عوارض
از آنجا که بوتاکس عمدتاً جذب عضلات محل تزریق می‌شود و مقادیر بسیار ناچیزی از آن وارد گردش خون می‌گردد، با دوزی که برای بازکردن چروک‌ها به کار می‌رود، تقریباً هیچ عارضه مهمی ایجاد نمی‌کند. البته مثل هر تزریق دیگری ممکن است سوزش و قرمزی خفیفی در محل تزریق ایجاد کند که پس از چند ساعت خودبه‌خود برطرف می‌شود. به علاوه در برخی از افراد پس از تزریق بوتاکس، سردرد یا تهوع خفیف یا علائم سرماخوردگی ایجاد می‌شود که معمولاً طی ۲ تا ۳ روز بهبود می‌یابد. هر چند تزریق بوتاکس عارضه جسمی مهمی ایجاد نمی‌کند، اما می‌تواند باعث افتادگی پلک، دوبینی فقدان جلوه عضلات صورت و ایجاد حالت انجماد در افراد شود. علت بروز عوارض فوق تزریق مقدار بیش از حد از بوتاکس یا تزریق در نقاط نامناسب است. آلرژی در تزریق بوتاکس دیده می‌شود که به شکل کهیر، تورم پلک‌ها و خارش موضعی خود را نشان می‌دهد. هر چند میزان بروز آلرژی بسیار ناچیز است ولی می‌تواند شدت متفاوتی داشته باشد. تزریق بوتاکس در مراکز غیر مجاز و توسط فرد غیر پزشک خطرات جدی دارد که شایع‌ترین آن از کار افتادن عضله‌های صورت و در نتیجه کج شدن چهره است. بوتاکس باید توسط پزشکی که کاملا به آناتومی صورت و عضله‌های آن آشنا است و دوره‌های تخصصی تزریق بوتاکس را دیده است انجام شود. چرا که اگر به عضله اشتباه، یا با دوز اشتباه (که بر اساس سن، نوع پوست، بیماری‌ها و داروهایی زمینه‌ای و … تنظیم می شود) تزریق شود باعث فلج شدن عضله‌های مهم صورت و در نتیجه کج شدن چهره، نامتقارن شدن صورت، افتادگی پلک، و یا حتی ایجاد دو بینی در فرد می‌شود.

### چهره بی‌احساس با تزریق بوتاکس
متخصصان هشدار داده‌اند که تزریق بوتاکس می‌تواند توانایی جوانان برای نشان دادن احساساتشان از طریق حالات چهره را به شدت محدود کند. آن‌ها می‌گویند که حالت‌های متفاوت چهره نه تنها بازتاب‌دهنده احساسات هستند بلکه در شکل‌دادن آن‌ها هم تأثیر دارند و هشدار می‌دهند که پرورش نسلی جوان با «چهره‌های توخالی» می‌تواند مانع از رشد احساسی و اجتماعی در میان این رده سنی شود. بوتاکس ماهیچه‌های بالای صورت و پیشانی به صورت موقت فلج می‌کند و مانع از چین و چروک شدن پوست هنگام اخم کردن یا بالا دادن ابرو می‌شود.

### عوارض بوتاکس ارزان و بی‌کیفیت روی پوست
درصورتیکه فرد تزریق‌کننده متخصص نبوده یا از سرنگ و سرسوزن نامناسب استفاده کند ممکن است باعث ایجاد التهاب در ناحیه تزریق شود. اگر تزریق توسط فرد غیرحرفه‌ای و با مواد بی‌کیفیت انجام‌شده و یا با دز مناسب آن تزریق نشود، ممکن است درد حاصل از تزریق بیش از حد و غیرقابل‌تحمل شود. اگر در زمان تزریق، بدون شناسایی درست عروق، بر روی آن تزریق انجام‌شود باعث جمع شدن خون در زیر پوست، خونریزی و نیز باعث هماتوم و ایجاد کبودی در محل تزریق می‌شود. واکنش‌هایی مثل خشکی دهان، خشک شدن چشم از عوارض استفاده از بوتاکس نامرغوب است. این موارد، بیشتر بعد از تزریق بوتولینوم نوع B که بوتاکس ارزان است بروز می‌کنند. این عارضه در نوع بوتولینوم نوع A که مرغوب‌تر است، مشاهده نمی‌شود.

## تاریخچه
سم بوتولینوم مثل داروهایی از قبیل دیژیتالیس و آتروپین، از ترکیبات طبیعی می‌باشد که ابتدا به‌علت خواص سمی مورد توجه قرار گرفتند ولی امروزه به عنوان دارو استفاده می‌شوند. این سم ابتدا در مسمومیتهای ناشی از عدم نگهداری صحیح غذا در اوایل قرن نوزدهم میلادی شناسایی شد. در سال ۱۸۲۲ برای نخستین بار تأثیر این سم بر روی سیستم عصبی در اثر مصرف سوسیس شناخته شد. این مسمومیت بوتولیسم (Botulism) نام گرفت. در سال ۱۸۹۵ باکتری‌ها به عنوان عامل بوتولیسم شناخته شدند. در دهه ۱۹۴۰ سم بوتولینوم تیپ A جدا و تخلیص شد. در دهه ۱۹۶۰ مطالعاتی در مورد اثرات این سم بر روی عضلات حیوانات انجام شد. در دهه ۱۹۷۰ این دارو برای اولین بار بر روی بیماران دچار لوچی چشم (استرابیسم) آزمایش شد و در سال ۱۹۸۹ با نام اوکالینوم توسط سازمان غذا و داروی آمریکا FDA)) در درمان لوچی چشم (استرابیسم) و اسپاسم پلک‌ها (بلفارو اسپاسم) مورد تأیید قرار گرفت. این ترکیب بعدها توسط شرکت آلرگان (Allergan) تصاحب شد و با نام بوتاکس (BOTOX) از اواخر سال ۱۹۸۰ درمان اصلی اسپاسم‌های موضعی عضلات و در دهه اخیر درمان کمکی مهمی در اسپاسم‌های عضلانی بزرگسالان و فلج مغزی کودکان بوده‌است. سازمان غذا و داروی آمریکا (FDA) در سال ۲۰۰۲ استفاده از بوتاکس بنام Botox Cosmetic را برای بهبودی موقتی در ظاهر خط اخم متوسط تا شدید در بیماران ۱۸ تا ۶۵ ساله تأیید کرد. در سال ۲۰۰۴، FDA مصرف بوتاکس را برای درمان تعریق بیش از حد زیر بغل تأیید کرد. امروزه در کشورهای اروپایی از ترکیبات تزریقی متعددی جهت رفع چروک یا افزایش حجم اعضای بدن استفاده می‌شود که متأسفانه در جامعه ما اطلاعات محدودی در این باره وجود دارد. به اختصار باید گفت که این نوع ترکیبات به دو دسته کلی تقسیم می‌شوند:
- ترکیبات فلج کننده؛ که با فلج کردن عضلات پیشانی یا دور چشم، اسپاسم آن ناحیه را رفع می‌کنند و مانع از انقباض عضلات می‌شوند، بنابراین باعث رفع چروک و گاه بالا بردن ابروها می‌شوند و طول اثرشان بین ۳ تا ۶ ماه می‌باشد.
- بوتاکس نام اختصاری سم بوتولیسم است. تزریق مقدار کمی از این ماده به‌طور مستقیم در ماهیچه فعالیت آن را کم کرده و خطوطی را که نتیجه پرکاری آن روی صورت به وجود می‌آید از بین می‌برد در نتیجه صورت جوانتر و شاداب تر به نظر می‌رسد. یک روش سریع و نسبتاً غیر تهاجمی است.
- برای درمان چروک‌های پیشانی و کنار چشم‌ها (در مناطقی که حرکت عضلانی ضروری نیست) می‌توان از بوتاکس استفاده کرد تا از پیشرفت و ایجاد چروک‌ها جلوگیری شود. هم‌اکنون بوتاکس در آمریکا روشی است که بیشترین استفاده را از نظر زیباسازی صورت دارد و هنرپیشه‌های هالیوودی بیشترین مصرف‌کنندگان این ماده هستند.

## تولیدکننده‌ها
در ایالات متحده آمریکا کمپانی آلرگان(Allergan) با نام تجاری بوتاکس (BOTOX) تولیدکننده سم بوتولینوم می‌باشد که هم استفاده درمانی و هم استفاده زیبایی دارد.
شرکت آلمانی آمریکایی مرز(Merz) با نام تجاری زاُمین (XEOMIN)؛ شرکت کره‌ای (جنوبی) مدی تاکس (Medy-Tox) با نام تجاری نورونکس (NEURONOX) و شرکت فرانسوی ایپسن (Ipsen) هم با نام تجاری دیسپورت (DYSPORT) از تولیدکننده‌های اصلی بوتولینوم می‌باشند. چند کمپانی داروسازی دیگر در برنامه تحقیق و توسعه خود در حال سرمایه‌گذاری روی این محصول می‌باشند.